# Sirsi (Uttar Pradesh)
Sirsi es un pueblo y nagar Panchayat situado en el distrito de Sambhal en el estado de Uttar Pradesh (India). Su población es de 26519 habitantes (2011). 

## Demografía
Según el censo de 2011 la población de Sirsi era de 26519 habitantes, de los cuales 13768 eran hombres y 12751 eran mujeres. Sirsi tiene una tasa media de alfabetización del 46,81%, inferior a la media estatal del 67,68%: la alfabetización masculina es del 51,24%, y la alfabetización femenina del 42%.